# 默里·罗斯
伊恩·默里·罗斯 AM（1939年1月6日—2012年4月15日），澳大利亚游泳运动员、演员、体育评论员和营销主管。他曾获得6枚奥运会奖牌（包括4枚金牌，1枚银牌和1枚铜牌），也是400米、800米、1500米自由泳前世界纪录保持者。